# Deir el Achayer
Deir el Achayer è un centro abitato e comune (municipalité) del Libano situato nel distretto di Rashaya, governatorato della Beqā.